# Hyalinobatrachium fragile
Hyalinobatrachium fragile är en groddjursart som först beskrevs av Juan A. Rivero 1985.  Hyalinobatrachium fragile ingår i släktet Hyalinobatrachium och familjen glasgrodor. IUCN kategoriserar arten globalt som sårbar. Inga underarter finns listade i Catalogue of Life.